# شيخ تراب
محمد تراب الحلبي العنتابي الخلوتي النقشبندي المدفون في الزاوية المشهورة باسمه زاوية الشيخ تراب في حلب في المدرسة الخسروية. وهو شيخ الطريقة النقشبندية في زمانه بحلب, اقام زاوية في ساحة السفاحية وقصده الكثير من التلامذة والمريدين.

## حياته
أول تاريخ ذكر به الشيخ تراب سنة 1193 للهجرة حين وصل عبدي باشا الوزير إلى حلب (والي حلب) وذهب بوفد من أكابر المشايخ ورجال الدين والدولة للسلام على الشيخ تراب شيخ الطريقة النقشبندية في زمانه. وكان ممن حضر ذاك التشريف الكبير الشيخ محمد الرفاعي مع ابنه الشيخ أبو الوفا الرفاعي الذي كان صغيرا آنذاك.

## وفاته
توفي في حلب سنة 1206 ودفن في الزاوية الشهيرة باسمه وضريحه قائم فيها إلى يومنا.

## زاوية الشيخ تراب
الزاوية هي موضع معد للعبادة والإيواء وإطعام الواردين والقاصدين، وتعرف بأنها مدرسة دينية ودار مجانية للضيافة تشبه كثيرا الدير المسيحية في القرون الوسطى. زاوية الشيخ تراب : تقع في مدينة حلب السورية جنوبي الخسروية وغربيها وهي دار تشتمل على عدة بيوت وإيوان تجاهه حوض صغير وفي جهتها المتجهة جنوبا مزار وضريح الشيخ تراب العينتابي الخلوتي النقشبندي ولم يبق مما كان من الأبنية الاثرية والحضارية سوى مدرسة خسرو باشا والزاوية المعروفة بزاوية الشيخ تراب.